# Българско военно гробище (Ново село)
В Българското военно гробище в Ново село са погребани 71 военнослужещи загинали през Междусъюзническата и Първата световна война. 

## История
Войниците са служили предимно във Втора пехотна тракийска дивизия и Единадесета пехотна македонска дивизия. Повечето от тях са родом от различни части на днешна България. Петнадесет са от села и градове в днешна Северна Македония (от тях двама са от самото Ново село). Трима са от Егейска Македония, двама от Западните покрайнини, по един от Източна Тракия, Косово и Добруджа. В гробището е погребан и един сръбски пленник, а по-късно и двама сръбски жандармеристи. Това е използвано през 1966 година от тогавашния кмет на селото, който го обявява за сръбско и го спасява от планираното унищожение на всички български военни гробища.
Гробището е оградено с каменна ограда. Над гробовете са поставени еднакви кръстове с изобразен кръст за храброст. На всеки кръст са надписани и името на загиналия, неговия военен чин, датите на раждане и смърт, както и родното му място. В централната част е издигнат общ паметник от камък с изсечен кръст за храброст и надпис „Българио! За тебе тѣ умрѣха 1915-1918“.
През годините първоначалните циментови кръстове са поломени или повредени поради изветряването на цимента, а централният паметник е съборен от иманяри. През 2004 година местни българи уведомяват директора на Националния исторически музей в София Божидар Димитров, а той от своя страна президента Георги Първанов за военното гробище и за неговото лошо състояние. Президентът призовава за възстановяване на гробището и оказва политическа подкрепа на тази инициатива. Българският посланик в Република Македония генерал Михо Михов помага за спазването на всички изисквани от македонското законодателство формалности, необходими за получаване на разрешение за възстановяване на гробището. Междувременно сдружение „Плиска“ изработва от мрамор нови кръстове, точни копия на оригиналните. На 19 октомври 2006 година е получено официално разрешение и възстановяването започва. Средствата са осигурени от Милен Врабевски и Фондация „Българска памет“, а изоставеното военно гробище се превръща в съвременен мемориален военен комплекс. Работата е подкрепена и от местните жители и общинската администрация в Ново село.
На 4 ноември 2006 година Архангелова задушница в обновеното военно гробище са изпълнени военна и религиозна церемония за отдаване на почит на загиналите български войни. На тях присъстват президентът на Република България Георги Първанов, официални лица и много граждани от България и Северна Македония.
Военното гробище в Ново село е второто обновено българско войнишко гробище на територията на Северна Македония след военното гробище в Цапари.

## Погребани български воини

### Загинали в Междусъюзническата война (1913)
| №  | Име                       | Част                      | Месторождение | Околия     | Дата на смърт  |
| -- | ------------------------- | ------------------------- | ------------- | ---------- | -------------- |
| 1  | Атанас Иванов Генуров     | 40-и пехотен полк         | Пищигово      | Пазарджик  | 28 юни 1913 г. |
| 2  | Вълчо Тодоров Църков      | 6-и артилерийски полк     | Ясна поляна   | Бургас     | 26 юни 1913 г. |
| 3  | Гено Петков Камов         | 40-и пехотен полк         | Чепенци       | Пазарджик  | 7 юни 1913 г.  |
| 4  | Георги Христаков Дурбаков | 40-и пехотен полк         | Баня          | Панагюрище | 18 юни 1913 г. |
| 5  | Иван Генков Дошков        | 39-и пехотен полк         | Калояново     | Пловдив    | 14 юни 1913 г. |
| 6  | Кръстю Иванов Джамбазов   | 1-ви артилерийски лазарет | Костиево      | Пловдив    | 10 юни 1913 г. |
| 7  | Кръстю Иванов Ценов       | 15-и пехотен полк         | Ярловица      | Лом        | 27 юни 1913 г. |
| 8  | Найден Георгиев Курински  | 40-и пехотен полк         | Жребичко      | Пещера     | 18 юни 1913 г. |
| 9  | Томе Иванов Манджуков     | 50-и пехотен полк         | Костенец      | Ихтиман    | 10 юни 1913 г. |
| 10 | Христо Илчев Тинчев       | 6-и артилерийски полк     | Орханово      | Средец     | 26 юни 1913 г. |

### Загинали в Първата световна война (1915 – 1918)
| Име                             | Част                                    | Месторождение  | Околия        | Дата на смърт       | Бележки          |
| ------------------------------- | --------------------------------------- | -------------- | ------------- | ------------------- | ---------------- |
| Атанас Гаврилов Атанасов        | 62-ри пехотен полк                      | Бродец         |               | 6 септември 1917 г. |                  |
| Атанас Н. Иванов                | 26-и пехотен полк                       | Ново село      | Струмица      | 25 май 1916 г.      |                  |
| Божин Иванов Стоянов            | 11-а пионерна дружина                   | Игуменец       | Петрич        | 2 юни 1916 г.       |                  |
| Владимир Дамянов Китанов        | 60-и пехотен полк                       | Душегубица     | Кичево        | 16 март 1916 г.     |                  |
| Георги Георгиев Марков Проданов | 11-и дивизионен продоволствен транспорт | Градево        | Горна Джумая  | 2 април 1918 г.     |                  |
| Георги Георгиев Вучев           | 21-ви артилерийски полк                 | Голак          | Пазарджик     | 27 август 1916 г.   | младши подофицер |
| Георги Цветков Петров           | 11-а пионерна дружина                   | Ранковце       | Крива Паланка | 19 януари 1917 г.   |                  |
| Георги Георгиев Стоянов Колев   | 11-а дивизия                            | Ботево         | Видин         | 20 февруари 1917 г. |                  |
| Донко Митев Донев               |                                         | Неманци        | Щип           | 24 декември 1917 г. |                  |
| Дойно Доков Василев             | 22-ри артилерийски полк                 | Малка Бресница | Тетевен       | 15 май 1916 г.      |                  |
| Димчо Атанасов Костадинов       | 11-и дивизионен продоволствен транспорт | Рожен          | Мелник        | 23 януари 1918 г.   |                  |
| Желю Иванов Димов               | 2-ри артилерийски полк                  | Силистра       | Силистра      | 7 август 1916 г.    | младши подофицер |
| Иван Котев Кокошкарски          | 62-ри пехотен полк                      | Радибош        | Радомир       | 4 март 1917 г.      |                  |
| Костадин Петров Димитров        | 11-о дивизионно интендантство           | Радовиш        |               | 4 октомври 1916 г.  |                  |
| Кито Колчев Дойкин              | 21-ви артилерийски полк                 | Голямо Мораво  | Цариброд      | 4 ноември 1916 г.   | младши подофицер |
| Митю С. Босаков                 | 22-ри артилерийски полк                 | Славовица      | Пазарджик     | 4 март 1917 г.      | канонир          |
| Марин Иванов Шутков             |                                         | Горно Броди    | Сяр           | 16 октомври 1917 г. |                  |
| Митю (Миро) Андонов Гьорчев     | 59-и пехотен полк                       | Патарос        | Дойран        | 20 март 1916 г.     |                  |
| Минчо Андонов Минчев            |                                         | Попово Елхово  | Казълагач     | 15 май 1918 г.      |                  |
| Никола Трифонов                 |                                         | Радуил         | Самоков       | 2 ноември 1917 г.   |                  |
| Никола Ангелов Мицев            | 21-ви артилерийски полк                 | Брезница       | Петрич        | 28 ноември 1916 г.  | канонир          |
| Никола Иванов Николов           | 60-и пехотен полк                       | Орешак         | Варна         | 24 август 1916 г.   |                  |
| Нено Василев                    | 9-и пехотен полк                        | Пловдив        | Пловдив       | 8 май 1915 г.       |                  |
| Пенчо Н. Нешев (Пешев)          |                                         | Шипка          | Казанлък      | 7 август 1916 г.    |                  |
| Паскал Панайотов Щерев          | 62-ри пехотен полк                      | Плачене        | Костур        | 9 март 1916 г.      |                  |
| Пешо Величков Ников             | 11-о дивизионно интендантство           | Лешко          | Горна Джумая  | 26 март 1918 г.     |                  |
| Петър Ангелов Кьосев            | 62-ри пехотен полк                      | Пещера         | Радомир       | 27 март 1918 г.     |                  |
| Спас Петров Цветков             |                                         | Якоруда        | Разлог        | 24 август 1917 г.   |                  |
| Станимир Виденов                | 62-ри пехотен полк                      | Ропот          | Цариброд      | 1 февруари 1917 г.  |                  |
| Симеон Генков Грозданов         | 22-ри артилерийски полк                 | Бисерица       |               | 25 май 1917 г.      |                  |
| Стою Андреев Димитров           | 60-и пехотен полк                       | Живокли        | Лозенград     | 4 август 1916 г.    |                  |
| Савле Станев Митев              | 59-и пехотен полк                       | Жилче          | Тетово        | 6 юни 1916 г.       |                  |
| Станойко Величков Митков        | 11-о дивизионно интендантство           | Търново        | Крива Паланка | 14 май 1916 г.      |                  |
| Тодор Геров Девов               | 22-ри артилерийски полк                 | Петково        | Ново село     | 4 март 1917 г.      |                  |
| Стефан Матеев                   | 3-ти артилерийски полк                  | Девенци        | Луковит       | 30 април 1916 г.    | канонир          |
| Юрдан Иванчев Харизанов         | 62-ри пехотен полк                      | Трекляно       | Кюстендил     | 20 март 1918 г.     |                  |
| Яни Сотиров Янев                | 68-и пехотен полк                       | Карадул        | Лозенград     | 16 май 1918 г.      |                  |
| Янко Иванов Дунев               | 61-ви пехотен полк                      | Горно Брод     | Софийско      | 22 август 1918 г.   |                  |
| Борислав Сокол Марков           | 22-ри артилерийски полк                 |                |               | 4 юли 1918 г.       | канонир          |
| Митре Юрдан Якимов              | 59-и пехотен полк                       | Псача          | Крива Паланка | 4 април 1916 г.     |                  |
| Атанас п. Иванов                | 26-и пехотен полк                       | Ново село      | Струмица      | 25 май 1916 г.      |                  |
| Слави Контев Брънски            | 62-ри пехотен полк                      | Ресилово       | Дупница       | 18 юни 1918 г.      |                  |
| Тома Ангелов Динов              | 2-ри артилерийски полк                  | Прищина        | Прищина       | 5 декември 1917 г.  |                  |
| Атанас Гавраилов Атанасов       | 62-ри пехотен полк                      | Градец         | Галичко (?)   | 4 септември 1917 г. |                  |
| Георги Дахов Захов              | 14-ти пехотен полк                      | Гоце Делчев    | Гоце Делчев   | 10 август 1918 г.   |                  |
| Христо Костадинов Райнов        | 14-ти пехотен полк                      | Тараково       | Дупница       | 13 юли 1918 г.      |                  |
| Христо Михайлов Цветков         | 14-ти пехотен полк                      | Кочериново     | Дупница       | 15 август 1918 г.   |                  |
| Костадин Георгиев Кьосев        | 14-ти пехотен полк                      | Гоце Делчев    | Гоце Делчев   | 19 юли 1918 г.      |                  |
| Иван Димов Петков               | 33-ти пехотен полк                      | Велес          | Велес         | юли 1918 г.         |                  |
| Киро Костадинов Нанев           |                                         |                | Щип           | 20 юли 1918 г.      |                  |
| Чонка Костов Костов             | 14-ти пехотен полк                      | Лигавна        | Мелник        | 20 юли 1918 г.      |                  |
| Васил Митов Петров              | 14-ти пехотен полк                      | Горене         | Петрич        | 21 юли 1918 г.      |                  |
| Христо Иванов Стаменов          |                                         | Габровица      |               | 30 август 1918 г.   | сфр.             |
| Христо Иванов Кадийски          | 14-ти пехотен полк                      | Каменик        | Дупница       | 14 август 1918 г.   |                  |
| Давидко Стоименов Настев        | 14-ти пехотен полк                      | Диляново       | Горна Джумая  | 18 август 1918 г.   |                  |
| Васил Атанасов Дамянов          | 14-ти пехотен полк                      | Добринище      | Гоце Делчев   | 18 август 1918 г.   |                  |
| Георги Леков Найденов           | 14-ти пехотен полк                      | Владиня        | Ловеч         | 23 август 1918 г.   |                  |
| Стоян Велчев Стоянов            | 60-и пехотен полк                       | Божище         | Битоля        | 5 май 1916 г.       |                  |
| Йордан Якимов Митрев            | 59-и пехотен полк                       | Псача          | Крива Паланка | 4 април 1916 г.     |                  |
| Иван Панайотов Дачев            | 14-и пехотен полк                       | Богомилово     | Стара Загора  | 28 август 1918 г.   |                  |